# 坭陂镇
坭陂镇是中华人民共和国广东省梅州市兴宁市下辖的一个乡镇级行政单位。，位於興寧中南部，南邻五華。全鎮總面積87.32平方公里，人口8萬2千多人。下轄31個行政村和2個居委會。

## 行政区划
坭陂镇下辖以下地区：
坭陂社区、角塘村、官陂村、柑子村、合湖村、汤一村、汤二村、湖柏村、黄垌村、笃陂村、丙塘村、东方村、新民村、将军村、大新村、新湖村、东山村、理中村、文德村、东兴村、文东村、宣明村、河心村、王村、红卫村、新岭村、陂新村、上笃陂村、东红村、东联村、南方村和陂宁村。